# San Isidro II
San Isidro II es una localidad peruana ubicada en el distrito de Tambogrande, perteneciente a la provincia y departamento de Piura, al norte del Perú. 

## Ubicación
San Isidro II se ubica al norte de la provincia de Piura, en el distrito de Tambogrande, en el departamento de Piura.

## Demografía
En 2017 San Isidro II tenía una población de 16 habitantes.
| Gráfica de evolución demográfica de San Isidro II entre 1993 y 2017 |
|                                                                     |
| Fuentes: Población 1993 y 2017                                      |